# Demetrio Pereira
Demetrio Benedicto Pereira (Córdoba, 1860 - íd., 1909) fue un político y abogado argentino.

## Datos biográficos
Nació en la ciudad de Córdoba en 1860, y sus padres fueron Demetrio Pereira Rodríguez y Escolástica Arrascaeta.
Cursó estudios de abogacía en la Universidad Nacional de Córdoba y a partir de 1896 fue profesor suplente de Derecho constitucional en la Facultad de Derecho y Ciencias Sociales de la misma universidad. Desde el año 1900 actuó como apoderado del Ferrocarril Central Argentino.
Fue Concejal de la ciudad de Córdoba y presidente del Concejo Deliberante hacia 1902. 
En las elecciones legislativas del 9 de marzo de ese año, el entonces intendente Gerónimo del Barco fue electo diputado nacional por la provincia de Córdoba. 
Debiendo asumir su banca el 30 de abril, dos días antes Del Barco presentó la renuncia a la intendencia. Como presidente del órgano deliberativo municipal, Pereira lo sustituyó interinamente y convocó al Concejo para designar de su seno a un nuevo intendente que complete el período, tal como indicaba el procedimiento vigente. La designación recayó en Ángel Machado y el 4 de junio siguiente Pereira le hizo entrega de la intendencia. 
Falleció en Córdoba el 19 de agosto de 1909, a los 49 años.